# الطريق الوطنية رقم 7 (المغرب)
الطريق الوطنية رقم 7 (كانت تسمى سابقاً الطريق الجهوية 203) هي طريق وطنية تربط بين سيدي إسماعيل وطاطا، ويبلغ طولها الإجمالي 551 كلم.